# Campeonato Europeu Júnior de Natação de 1987
O Campeonato Europeu Júnior de Natação de 1987 foi a 14ª edição do evento organizado pela Liga Europeia de Natação (LEN). A competição foi realizada entre os dias 23 e 26 de julho de 1987 em Roma na Itália. Essa edição ocorreu a inclusão da prova dos 50 m nado livre, ampliando assim para 36 eventos. Teve como destaque a Alemanha Oriental com 35 medalhas no total.

## Participantes
- Natação: Feminino de 14 a 15 anos (1973 e 1972) e masculino de 16 a 17 anos (1971 e 1970)
- Saltos Ornamentais: Feminino de 15 a 16 anos (1972 e 1971) e masculino de 16 a 17 anos (1971 e 1970)

## Medalhistas

### Natação
Os resultados foram os seguintes. 
Masculino
| Evento          | Ouro                             | Ouro     | Prata                            | Prata    | Bronze                           | Bronze   |
| 50 m Livre      | Alemanha Oriental · Silko Günzel | 23.73    | Bulgária · B Borisov             | 24.14    | Itália · René Gusperti           | 24.27    |
| 100 m Livre     | Alemanha Oriental · Silko Günzel | 52.39    | Reino Unido · Steve Dronsfield   | 52.82    | Suécia · T Dahlgren              | 52.98    |
| 200 m Livre     | França · Benjamin Sanson         | 1:54.18  | Alemanha Oriental · Silko Günzel | 1:55.03  | Suécia · T Dahlgren              | 1:55.46  |
| 400 m Livre     | Alemanha Oriental · M Pabst      | 3:58.35  | França · Benjamin Sanson         | 3:58.43  | Hungria · T Kiss                 | 3:59.00  |
| 1500 m Livre    | França · Jean-Roch Bruneton      | 15:42.80 | Alemanha Oriental · M Pabst      | 15:44.22 | Hungria · T Kiss                 | 15:44.44 |
| 100 m Costas    | Bulgária · Michail Savov         | 58.46    | Hungria · Tibor Gáll             | 59.48    | França · David Holderbach        | 59.64    |
| 200 m Costas    | França · David Holderbach        | 2:04.54  | Hungria · András Csépányi        | 2:07.84  | Itália · Luca Bianchin           | 2:08.64  |
| 100 m Peito     | Hungria · Tamás Debnár           | 1:04.38  | Finlândia · Petri Suominen       | 1:04.90  | Alemanha Oriental · Ralph Färber | 1:04.97  |
| 200 m Peito     | Hungria · Tamás Debnár           | 2:19.98  | Finlândia · Petri Suominen       | 2:21.26  | França · Cédric Pénicaud         | 2:22.96  |
| 100 m Borboleta | Polónia · Rafał Szukała          | 56.78    | Tchecoslováquia · R Wolf         | 57.15    | Reino Unido · Steve Dronsfield   | 57.85    |
| 200 m Borboleta | Hungria · T Kiss                 | 2:04.92  | Alemanha Ocidental · Munich      | 2:05.47  | Itália · Manolo Maltagliati      | 2:06.27  |
| 200 m Medley    | Hungria · Zoltán Horváth         | 2:07.26  | França · Benjamin Sanson         | 2:08.44  | Bulgária · Michail Savov         | 2:09.68  |
| 400 m Medley    | França · Benjamin Sanson         | 4:33.30  | Alemanha Oriental · Jirka Letzin | 4:35.67  | Itália · Andrea Palloni          | 4:36.52  |
| 4x100 m Livre   | Alemanha Oriental                | 3:33.31  | Reino Unido                      | 3:34.11  | França                           | 3:34.15  |
| 4x200 m Livre   | Alemanha Oriental                | 7:42.22  | França                           | 7:42.69  | Reino Unido                      | 7:47.15  |
| 4x100 m Medley  | Hungria                          | 3:55.91  | Bulgária                         | 3:55.99  | Alemanha Oriental                | 3:56.45  |

Feminino
| Evento          | Ouro                                 | Ouro     | Prata                                  | Prata   | Bronze                            | Bronze  |
| 50 m Livre      | Alemanha Oriental · Daniela Hunger   | 25.56    | Alemanha Oriental · Katrin Meißner     | 25.64   | Roménia · Livia Copariu           | 25.93   |
| 100 m Livre     | Alemanha Oriental · Katrin Meißner   | 55.93    | Alemanha Oriental · Sabina Schulze     | 56.75   | Roménia · Livia Copariu           | 57.04   |
| 200 m Livre     | Itália · Orietta Patron              | 2:01.12  | Alemanha Ocidental · Stephanie Ortwig  | 2:02.02 | Roménia · Livia Copariu           | 2:02.16 |
| 400 m Livre     | Alemanha Oriental · Peggy Büchse     | 4:13".26 | Itália · Orietta Patron                | 4:15.37 | Alemanha Oriental · Grit Müller   | 4:16.68 |
| 800 m Livre     | Alemanha Oriental · Grit Müller      | 8:39.72  | Hungria · Judit Csabai                 | 8:42.70 | Alemanha Oriental · Peggy Büchse  | 8:43.62 |
| 100 m Costas    | Suécia · Johanna Larsson             | 1:03.90  | Roménia · A Croitoru                   | 1:04.73 | Países Baixos · B de Wit          | 1:05.11 |
| 200 m Costas    | Suécia · Johanna Larsson             | 2:14.51  | Roménia · A Szigyarto                  | 2:15.58 | Roménia · A Croitoru              | 2:17.60 |
| 100 m Peito     | Itália · Annalisa Nisiro             | 1:12.82  | Alemanha Oriental · S Knipphals        | 1:13.11 | Países Baixos · Kira Bulten       | 1:13.32 |
| 200 m Peito     | Itália · Annalisa Nisiro             | 2:35.05  | Alemanha Oriental · S Knipphals        | 2:36.55 | Polónia · Beata Kaszuba           | 2:37.39 |
| 100 m Borboleta | Alemanha Oriental · Sabina Schulze   | 1:01.54  | Alemanha Oriental · Christiane Sievert | 1:01.88 | Países Baixos · Nathalie Koekkoek | 1:02.41 |
| 200 m Borboleta | Alemanha Oriental · Jacqueline Jacob | 2:14.75  | Roménia · C Dumitru                    | 2:15.12 | Alemanha Oriental · Peggy Büchse  | 2:15.25 |
| 200 m Medley    | Alemanha Oriental · Daniela Hunger   | 2:15.74  | Iugoslávia · Anamarija Petričević      | 2:19.76 | Roménia · A Szygarto              | 2:20.15 |
| 400 m Medley    | Alemanha Oriental · Daniela Hunger   | 4:48.16  | Iugoslávia · Anamarija Petričević      | 4:52.96 | Alemanha Oriental · Grit Müller   | 4:58.14 |
| 4x100 m Livre   | Alemanha Oriental                    | 3:47.93  | Itália                                 | 3:55.04 | Países Baixos                     | 3:55.92 |
| 4x200 m Livre   | Alemanha Oriental                    | 8:14.61  | Roménia                                | 8:22.86 | Alemanha Ocidental                | 8:24.08 |
| 4x100 m Medley  | Alemanha Oriental                    | 4:16.87  | Países Baixos                          | 4:18.89 | Suécia                            | 4:21.77 |

### Saltos ornamentais
Masculino
| Evento                     | Ouro                           | Ouro   | Prata                          | Prata  | Bronze                     | Bronze |
| Trampolim 3 m individual   | União Soviética · Ivashkin     | 578.30 | Alemanha Oriental · Jan Hempel | 552.90 | Alemanha Oriental · Hamann | 545.90 |
| Plataforma 10 m individual | Alemanha Oriental · Jan Hempel | 591.15 | União Soviética · Ivashkin     | 538.05 | União Soviética · Baranov  | 521.20 |

Feminino
| Evento                     | Ouro                        | Ouro   | Prata                      | Prata  | Bronze                         | Bronze |
| Trampolim 3 m individual   | União Soviética · Boroduina | 468.85 | Alemanha Oriental · Blümel | 447.40 | União Soviética · Gadun        | 418.00 |
| Plataforma 10 m individual | União Soviética · Biriukova | 382.30 | Roménia · Popa             | 370.15 | Alemanha Oriental · Anke Piper | 362.05 |

## Quadro de medalhas
| Ordem | País               | Medalha de ouro | Medalha de prata | Medalha de bronze | Total |
| ----- | ------------------ | --------------- | ---------------- | ----------------- | ----- |
| 1     | Alemanha Oriental  | 17              | 10               | 8                 | 35    |
| 2     | Hungria            | 5               | 3                | 2                 | 10    |
| 3     | França             | 4               | 3                | 3                 | 10    |
| 4     | Itália             | 3               | 2                | 4                 | 9     |
| 5     | União Soviética    | 3               | 1                | 2                 | 6     |
| 6     | Suécia             | 2               | 0                | 3                 | 5     |
| 7     | Bulgária           | 1               | 2                | 1                 | 4     |
| 8     | Polónia            | 1               | 0                | 1                 | 2     |
| 9     | Roménia            | 0               | 5                | 5                 | 10    |
| 10    | Alemanha Ocidental | 0               | 2                | 1                 | 3     |
| 11    | Reino Unido        | 0               | 2                | 2                 | 4     |
| 12    | Iugoslávia         | 0               | 2                | 0                 | 2     |
| 12    | Finlândia          | 0               | 2                | 0                 | 2     |
| 14    | Países Baixos      | 0               | 1                | 4                 | 5     |
| 15    | Tchecoslováquia    | 0               | 1                | 0                 | 1     |
| Total | Total              | 36              | 36               | 36                | 108   |